# Chiesa dei Disciplini di Santo Spirito
La chiesa dei Disciplini di Santo Spirito era un luogo di culto cattolico situato nel centro storico di Crema.

## Storia
Era una delle cinque chiese appartenenti ad associazioni di Disciplini, enti laici che si prefiggevano di praticare opere di carità e suffragi. 
Della confraternita di Santo Spirito, dimessa e sregolata, se ne ha menzione per la prima volta in un atto testamentario del 1513. 
Compare successivamente in un atto consiliare del 1523 dove si valutava di scrivere a Roma per far ottenere un'indulgenza a tutti coloro che avessero elargito un'elemosina allo scopo di raccogliere fondi per la riedificazione della chiesa.
Non è dato sapere se l’edificio fu effettivamente ricostruito, tuttavia un rilievo ottocentesco eseguito prima della demolizione la mostra in forme barocche, quindi vi fu un intervento importante successivo.
Fu chiusa nel 1799 per adibirla a caserma ma il vescovo Antonio Maria Gardini fece a tempo ad ordinare la spoliazione degli arredi e delle suppellettivi, quindi la sconsacrò.
In una planimetria cittadina del 1829 risultava adibita a scuole elementari maschili dette di Santo Spirito; fu messa all'asta dal Comune di Crema il 7 gennaio 1836 e l’edificio fu acquistato da Francesco Grassi per la somma di 65 mila lire. 
Successivamente subentrò il conte Lodovico Oldi che acquistò anche l'adiacente abitazione e, dopo la presentazione di un'istanza nell'anno 1844, ottenne di demolire entrambi gli edifici sul sedime dei quali fece elevare un'unica dimora.